# Paul Newman
Paul Leonard Newman, född 26 januari 1925 i Shaker Heights, en förstad till Cleveland, Ohio, död 26 september 2008 i Westport, Connecticut, var en amerikansk skådespelare, regissör, producent och entreprenör. Newman har belönats både med en hedersoscar och en Oscar för bästa manliga huvudroll för filmen The Color of Money – revanschen. Han var, med sin atletiska kroppsbyggnad, intensivt blå ögon och blonda hår samt charm och utstrålning, Hollywoods största stjärna under 1960-talet och början på 1970-talet. 
Bland Newmans övriga roller märks de i Fifflaren (1961), Vildast av dem alla (1963), Harper – En kille på hugget (1966), Rebell i bojor (1967), Butch Cassidy och Sundance Kid (1969), Häng dem snabbt (1972), Blåsningen (1973) och Domslutet (1982). Han hade även en biroll i bröderna Coens första stora produktion, Strebern, från 1994 och har gjort rösten till Doc Hudson i Disney-Pixars Bilar.

## Biografi

### Uppväxt
Fadern Arthur Samuel Newman, en framgångsrik sporthandlare, var judisk (fadern ungersk och modern från Polen) och modern, Theresa, född i den ungerska delen av det gamla Österrike-Ungern, idag Slovakien, var romersk-katolik. Newman beskrev sig som judisk med orden "it's more of a challenge". Han hade en bror, Arthur som senare arbetade som producent. Newman blev tidigt intresserad av både sport och teater. Som sjuåring debuterade han i en skoluppsättning av Robin Hood.
Under andra världskriget tjänstgjorde Newman i Stilla havet som radiotelegrafist vid Navy Air Corps. Efter kriget började han studera ekonomi vid Kenyon College i Ohio, men intresserade sig mer för drama. Newman bodde under terminen 1947–48 i baracken bredvid Olof Palme vid Kenyon. De båda lärde känna varandra. Han framträdde en kort period med ett teatersällskap innan han skrev in sig vid Yale School Of Drama och sedan Actors Studio i New York.

### Karriär
Paul Newmans debut på Broadway 1953 i Picnic var en stor framgång och han fick filmkontrakt med Warner Brothers och året därpå sin första filmroll i Silverbägaren.
Paul Newman uppmärksammades och blev snabbt populär – han vann senare pris vid filmfestivalen i Cannes för bästa skådespelare i Lång, het sommar 1958 och nominerades för en Oscar för Katt på hett plåttak samma år.

### Privatliv och politik

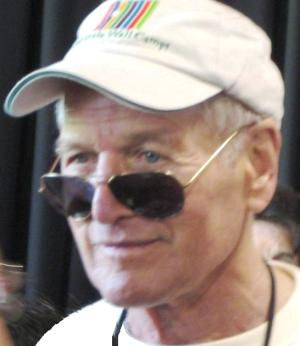
Paul Newman 2007.

År 1968 debuterade Newman som filmregissör med Rachel, Rachel med sin andra hustru, Joanne Woodward, i huvudrollen. De gifte sig 1958 och fick tre barn. I sitt första äktenskap hade han också tre barn; sonen och skådespelaren Allan Scott Newman avled 1978 av en överdos nervlugnande och alkohol. Paul Newman och Joanne Woodward var mycket politiskt aktiva och deltog i en mängd olika liberala kampanjer. Han var även USA:s delegat i en FN-konferens gällande nedrustning.

### Racing
Paul Newman blev en begeistrad entusiast av bilracing efter att han tränat för och spelat in filmen Winning, 1969. Han deltog sedan själv därefter i många biltävlingar fram till början av 1990-talet, och vann flera nationella mästerskap, samt blev tvåa i Le Mans 24-timmars. Han drev tillsammans med Carl Haas stallet Newman/Haas Racing i Champ Car som har vunnit sju mästerskap.

### Välgörenhet
Newman grundade 1982 ett matmärke kallat Newman's Own, med bland annat salladsdressing, pastasås, salsasås och popcorn. Inkomsterna från detta, hittills mer än 485 miljoner dollar, går till välgörenhet.
I maj 2007 meddelade Newman att han vid 82 års ålder slutar som skådespelare. – Jag klarar inte längre att arbeta som skådespelare. Man börjar tappa sitt självförtroende, sin innovationsförmåga. Så jag tror att jag sätter punkt här, sade Newman i en intervju med amerikanska ABC.

## Filmografi
| År   | Titel                                          | Roll                           | Noteringar |
| ---- | ---------------------------------------------- | ------------------------------ | --- |
| 1954 | Silverbägaren                                  | Basil                          | |
| 1955 | Producers' Showcase: Our Town                  | George Gibbs                   | |
| 1956 | United States Steel Hour: Bang the Drum Slowly | Henry Wiggen                   | |
| 1956 | Gatans kung                                    | Rocky Graziano                 | Cinema Writers Circle Award for Best Foreign Actor |
| 1956 | Återkomsten                                    | Capt. Edward W. Hall Jr.       | |
| 1957 | Nattklubbsdrottningen                          | Larry Maddux                   | |
| 1957 | Kvinnors längtan                               | Capt. Jack Harding             | |
| 1958 | Lång, het sommar                               | Ben Quick                      | Bästa manliga skådespelare vid filmfestivalen i Cannes |
| 1958 | Billy the Kid                                  | Billy the Kid                  | |
| 1958 | Katt på hett plåttak                           | Brick Pollitt                  | Nominerad: Oscar för bästa manliga huvudroll Nominerad: BAFTA Award for Best Actor in a Leading Role Nominerad: Laurel Award for Top Male Dramatic Performance |
| 1958 | Raket i paradiset                              | Harry Bannerman                | |
| 1959 | The Young Philadelphians                       | Anthony Judson Lawrence        | |
| 1960 | Lycksökaren                                    | David Alfred Eaton             | |
| 1960 | Exodus                                         | Ari Ben Canaan                 | Nominerad: Laurel Award for Top Male Dramatic Performance |
| 1961 | Fifflaren                                      | Eddie Felson                   | BAFTA Award for Best Actor in a Leading Role Laurel Award for Top Male Dramatic Performance Mar del Plata Film Festival Award for Best Actor Nominerad: Oscar för bästa manliga huvudroll Nominerad: Golden Globe Award för bästa manliga huvudroll - drama Nominerad: New York Film Critics Circle Award for Best Actor |
| 1961 | Paris Blues                                    | Ram Bowen                      | |
| 1962 | Ungdoms ljuva fågel                            | Chance Wayne                   | Nominerad: Golden Globe Award för bästa manliga huvudroll – drama |
| 1962 | Hemingway's Adventures of a Young Man          | Ad Francis, "The Battler"      | Nominerad: Golden Globe Award for Best Supporting Actor – Motion Picture |
| 1963 | Vildast av dem alla                            | Hud Bannon                     | Laurel Award for Top Male Dramatic Performance Nominerad: Oscar för bästa manliga huvudroll Nominerad: BAFTA Award for Best Actor in a Leading Role Nominerad: Golden Globe Award för bästa manliga huvudroll - drama Nominerad: New York Film Critics Circle Award for Best Actor |
| 1963 | Nytt sätt att älska                            | Steve Sherman                  | |
| 1963 | Jagad av agenter                               | Andrew Craig                   | |
| 1964 | Drömbrud för sex                               | Larry Flint                    | Nominerad: Laurel Award for Top Male Comedy Performance |
| 1964 | Skändaren                                      | Juan Carrasco                  | |
| 1965 | Lady L                                         | Armand Denis                   | |
| 1966 | Harper: En kille på hugget                     | Lew Harper                     | Nominerad: Laurel Award for Top Male Action Performance |
| 1966 | En läcka i ridån                               | Prof. Michael Armstrong        | Regisserad av Alfred Hitchcock |
| 1967 | Hombre                                         | John Russell                   | Nominerad: Laurel Award for Top Male Dramatic Performance |
| 1967 | Rebell i bojor                                 | Luke Jackson                   | Nominerad: Oscar för bästa manliga huvudroll Nominerad: Golden Globe Award för bästa manliga huvudroll - drama Nominerad: Laurel Award for Top Male Dramatic Performance |
| 1968 | Generalernas flykt                             | Pvt. Harry Frigg               | |
| 1969 | Winning - 'segraren'                           | Frank Capua                    | |
| 1969 | Butch Cassidy och Sundance Kid                 | Butch Cassidy                  | Nominerad: BAFTA Award for Best Actor in a Leading Role Nominerad: Laurel Award for Top Male Dramatic Performance |
| 1970 | WUSA                                           | Rheinhardt                     | |
| 1970 | King: A Filmed Record... Montgomery to Memphis | Sig själv                      | Dokumentär |
| 1971 | Hårt mot hårt                                  | Hank Stamper                   | |
| 1971 | Once Upon a Wheel                              | Sig själv                      | TV program World Television Festival Award |
| 1972 | Ett jobb för Jim Kane                          | Jim Kane                       | |
| 1972 | Häng dem snabbt                                | Judge Roy Bean                 | |
| 1973 | Fällan                                         | Joseph Rearden                 | |
| 1973 | Blåsningen                                     | Henry Gondorff                 | |
| 1974 | Skyskrapan brinner!                            | Doug Roberts                   | |
| 1975 | Ett fall för Harper                            | Lew Harper                     | |
| 1976 | Det våras för stumfilmen                       | Sig själv                      | |
| 1976 | Buffalo Bill och indianerna                    | William F. "Buffalo Bill" Cody | |
| 1977 | Slagskott                                      | Reggie "Reg" Dunlop            | |
| 1979 | Quintet                                        | Essex                          | |
| 1980 | I sista sekunden...                            | Hank Anderson                  | |
| 1981 | Fort Apache, The Bronx                         | Murphy                         | |
| 1981 | Utan ont uppsåt                                | Michael Colin Gallagher        | Nominerad: Oscar för bästa manliga huvudroll |
| 1982 | Come Along with Me                             |                                | TV |
| 1982 | Domslutet                                      | Frank Galvin                   | David di Donatello Award for Best Foreign Actor Nominerad: Oscar för bästa manliga huvudroll Nominerad: Golden Globe Award för bästa manliga huvudroll – drama |
| 1984 | Harry & Son                                    | Harry Keach                    | |
| 1986 | The Color of Money – revanschen                | Fast Eddie Felson              | Oscar för bästa manliga huvudroll National Board of Review Award for Best Actor Nominerad: Golden Globe Award för bästa manliga huvudroll – drama Nominerad: National Society of Film Critics Award for Best Actor Nominerad: New York Film Critics Circle Award for Best Actor |
| 1989 | I skuggan av en hemlighet                      | Gen. Leslie R. Groves          | |
| 1989 | Blaze                                          | Gov. Earl K. Long              | |
| 1990 | Mr. and Mrs. Bridge                            | Walter Bridge                  | |
| 1993 | La Classe américaine                           | Dave                           | in redubbed archive footage only |
| 1994 | Strebern                                       | Sidney J. Mussburger           | |
| 1994 | Nobody's Fool                                  | Donald J. "Sully" Sullivan     | Silver Bear for Best Actor National Society of Film Critics Award for Best Actor New York Film Critics Circle Award for Best Actor Nominerad: Oscar för bästa manliga huvudroll Nominerad: Golden Globe Award för bästa manliga huvudroll – drama Nominerad: Screen Actors Guild Award for Outstanding Performance by a Male Actor in a Leading Role |
| 1998 | Twilight                                       | Harry Ross                     | |
| 1999 | Kärleksbrev                                    | Dodge Blake                    | Nominerad—Blockbuster Entertainment Award for Favorite Supporting Actor – Drama/Romance |
| 2000 | Lukten av pengar                               | Henry Manning                  | |
| 2001 | Simpsons                                       | Sig själv                      | Röstroll |
| 2002 | Road to Perdition                              | John Rooney                    | Phoenix Film Critics Society Award for Best Supporting Actor Nominerad: Oscar för bästa manliga biroll Nominerad: BAFTA Award for Best Actor in a Supporting Role Nominerad: Broadcast Film Critics Association Award for Best Supporting Actor Nominerad: Chicago Film Critics Association Award for Best Supporting Actor Nomianted: Dallas-Fort Worth Film Critics Association Award for Best Supporting Actor Nominerad: Golden Globe Award for Best Supporting Actor - Motion Picture Nominerad: Online Film Critics Society Award for Best Supporting Actor Nominerad: Satellite Award for Best Supporting Actor - Motion Picture Nominerad: Southeastern Film Critics Association Award for Best Supporting Actor Nominerad: Toronto Film Critics Association Award for Best Supporting Actor Nominerad: Washington D.C. Area Film Critics Association Award for Best Supporting Actor |
| 2003 | Our Town                                       | Stage Manager                  | Nominerad: Primetime Emmy Award for Outstanding Lead Actor – Miniseries or a Movie Nominerad: Screen Actors Guild Award for Outstanding Performance by a Male Actor in a Miniseries or Television Movie |
| 2005 | Empire Falls                                   | Max Roby                       | Golden Globe Award for Best Supporting Actor – Series, Miniseries or Television Film Primetime Emmy Award for Outstanding Supporting Actor in a Miniseries or a Movie Screen Actors Guild Award for Outstanding Performance by a Male Actor in a Miniseries or Television Movie Nominerad: Satellite Award for Best Supporting Actor – Series, Miniseries or Television Film |
| 2005 | Magnificent Desolation: Walking on the Moon 3D | Dave Scott                     | Röstroll |
| 2006 | Bilar                                          | Doc Hudson/Hudson Hornet       | Röstroll |
| 2007 | Dale                                           | Berättaren                     | Röstroll |
| 2008 | The Meerkats                                   | Berättaren                     | Röstroll Hans sista filmroll |

### Som regissör och producent
| År   | Titel                                                 | Noter |
| ---- | ----------------------------------------------------- | --- |
| 1968 | Rachel, Rachel                                        | Golden Globe Award for Best Director - Motion Picture New York Film Critics Circle Award for Best Director Nominerad: Oscar för bästa film Nominerad: Directors Guild of America Award for Outstanding Directing – Feature Film |
| 1969 | Butch Cassidy och Sundance Kid                        | Exekutiv producent (okrediterad) |
| 1969 | Winning                                               | Exekutiv producent (okrediterad) |
| 1970 | WUSA                                                  | Medproducent |
| 1971 | Sometimes a Great Notion                              | Regissör och exekutiv producent |
| 1971 | They Might Be Giants                                  | Producent |
| 1972 | The Effect of Gamma Rays on Man-in-the-Moon Marigolds | Regissör och producent Nominerad: Palme d'Or for Best Director |
| 1972 | The Life and Times of Judge Roy Bean                  | Exekutiv producent (okrediterad) |
| 1980 | The Shadow Box                                        | Nominerad: Primetime Emmy Award for Outstanding Directing for a Miniseries, Movie or a Dramatic Special |
| 1984 | Harry & Son                                           | Regissör och producent |
| 1987 | The Glass Menagerie                                   | Regissör Nominerad: Palme d'Or for Best Director |
| 2005 | Empire Falls                                          | Producent Nominerad: Primetime Emmy Award for Outstanding Miniseries Nominerad: Producers Guild of America Award for Outstanding Producer of Long-Form Television                                                               |